# فیلم‌شناسی ها جی وون
ها جی وون (کره‌ای: 하지원؛ زادهٔ ۲۸ ژوئن ۱۹۷۸) بازیگر اهل کره جنوبی است. او بیشتر به خاطر ایفای نقش در درام‌های تاریخی دامو (۲۰۰۳)، هوانگ جینی (۲۰۰۶)، و همچنین ملودرام چه اتفاقی در بالی افتاد (۲۰۰۴) و مجموعهٔ کمدی رمانتیک باغ مخفی (۲۰۱۰) شناخته می‌شود.

## فیلم
| سال  | عنوان                   | نقش                    | توضیحات |
| ---- | ----------------------- | ---------------------- | ------- |
| ۲۰۰۰ | بازی حقیقت              | هان دا-هه              |         |
| ۲۰۰۰ | کابوس                   | اون-جو / کیونگ-آه      |         |
| ۲۰۰۰ | دیتو                    | سو هیون-جی             |         |
| ۲۰۰۲ | تلفن                    | سو جی-وون              |         |
| ۲۰۰۲ | جنسیت صفر است           | اون-هیو                |         |
| ۲۰۰۳ | برگشتن بخت              | هان جی-یونگ            | [ ۲ ]   |
| ۲۰۰۴ | ۱۰۰ روز با آقای مغرور   | کانگ ها-یونگ           |         |
| ۲۰۰۴ | عشق، خیلی الهی          | یانگ بونگ-هه           |         |
| ۲۰۰۵ | 'همه برای عشق           | حضور افتخاری           |         |
| ۲۰۰۵ | بابا لنگ‌دراز            | چا یونگ-می             |         |
| ۲۰۰۵ | دوئلیست                 | کارآگاه نام‌سون         |         |
| ۲۰۰۷ | معجزه در خیابان اول     | میونگ-ران              |         |
| ۲۰۰۷ | جنسیت صفر است ۲         | اون-هه (حضور افتخاری)  |         |
| ۲۰۰۸ | بابو                    | جی-هو                  |         |
| ۲۰۰۸ | آخرین هدیهٔ او           | هه-یونگ (حضور افتخاری) |         |
| ۲۰۰۹ | امواج                   | کانگ یون-هی            |         |
| ۲۰۰۹ | نزدیک به بهشت           | لی جی-سو               |         |
| ۲۰۱۱ | بخش ۷                   | چا هه-جون              |         |
| ۲۰۱۲ | به عنوان یک             | هیون جونگ-هوا          |         |
| ۲۰۱۴ | زنان شکارچی             | جین-اوک                |         |
| ۲۰۱۵ | سرگذشت یک تاجر خون      | هو اوک-ران             |         |
| ۲۰۱۶ | زندگی عاشقانهٔ پر مخاطره | هان جه-این             |         |
| ۲۰۱۷ | آدم‌گیری                 | رین                    | [ ۳ ]   |
| ۲۰۲۰ | گرو                     | سونگ-یی                | [ ۴ ]   |
| ن/م  | بیگ‌وانگ                 | نا-می                  | [ ۵ ]   |

## مجموعه تلویزیونی
| سال       | عنوان                                    | نقش                         | شبکه     |
| --------- | ---------------------------------------- | --------------------------- | -------- |
| ۱۹۹۷      | گزارش نسل جدید: بزرگسالان ما را نمی‌فهمند | یک دانش آموز                | کی‌بی‌اس۲  |
| ۱۹۹۸      | اشک اژدها                                | نا-این                      | کی‌بی‌اس۲  |
| ۱۹۹۹      | یونگ-اون                                 |                             | کی‌بی‌اس۲  |
| ۱۹۹۹      | مدرسه ۲                                  | جانگ سه-جین                 | کی‌بی‌اس۲  |
| ۲۰۰۰      | راز                                      | لی جی-اون                   | ام‌بی‌سی   |
| ۲۰۰۱      | زندگی زیباست                             | یو هی-جونگ                  | کی‌بی‌اس۲  |
| ۲۰۰۲      | شکار آفتاب                               | پارک ته-کیونگ               | کی‌بی‌اس۲  |
| ۲۰۰۳      | دامو                                     | جانگ چه-اوک (جانگ جه-هی)    | ام‌بی‌سی   |
| ۲۰۰۴      | چه اتفاقی در بالی افتاد                  | لی سو-جونگ                  | اس‌بی‌اس   |
| ۲۰۰۵      | مد دهه هفتاد                             | حضور افتخاری                | اس‌بی‌اس   |
| ۲۰۰۶      | هوانگ جینی                               | هوانگ جین یی                | کی‌بی‌اس۲  |
| ۲۰۱۰–۲۰۱۱ | باغ مخفی                                 | گیل را-ایم                  | اس‌بی‌اس   |
| ۲۰۱۲      | پادشاه دو دل                             | کیم هانگ-آه                 | ام‌بی‌سی   |
| ۲۰۱۳–۲۰۱۴ | ملکه کی                                  | کی سونگ نیانگ (ملکه کی)     | ام‌بی‌سی   |
| ۲۰۱۵      | زمانی که عاشق نبودیم                     | اوه هانا                    | اس‌بی‌اس   |
| ۲۰۱۷      | کشتی بیمارستان                           | سونگ اون-جه                 | ام‌بی‌سی   |
| ۲۰۱۹–۲۰۲۰ | شکلات                                    | مون چا-یونگ                 | جی‌تی‌بی‌سی |
| ۲۰۲۱      | دراماورلد ۲                              | جی-وون                      | لایف‌تایم |
| ۲۰۲۲      | تشویق آخر                                | پارک یه یون / جوانی گوم سون | کی‌بی‌اس۲  |

## میزبان و ورایتی شو
| سال       | عنوان                    | شبکه       | منابع  |
| --------- | ------------------------ | ---------- | ------ |
| ۲۰۰۲–۲۰۰۳ | سرگرمی تلویزیونی امشب    | اس‌بی‌اس     | [ ۹ ]  |
| ۲۰۱۵      | برو با خواهر             | آن‌استایل   | [ ۱۰ ] |
| ۲۰۱۸      | گالیله: بیداکردن جهان    | تی‌وی‌ان     | [ ۱۱ ] |
| ۲۰۲۰      | هَوس آن ویلز قسمت ۱۱ و ۱۲ | تی‌وی‌ان     | [ ۱۲ ] |
| ۲۰۲۱      | اس‌ان‌ال کره               | کوپانگ پلی | [ ۱۳ ] |

## حضور در موزیک ویدئو
| سال  | نام آهنگ                                                                | آرتیست        | منابع  |
| ---- | ----------------------------------------------------------------------- | ------------- | ------ |
| ۲۰۰۴ | «عکس سیاه و سفید» (Black and White Photo)                               | کی‌سی‌ام        |        |
| ۲۰۰۵ | «خاطرات مادر» (Mother's Diary)                                          | واکس          |        |
| ۲۰۰۵ | «اوپا» (Oppa)                                                           | واکس          |        |
| ۲۰۰۵ | «گل» (Flower)                                                           | لی سو-یونگ    |        |
| ۲۰۱۰ | «داستان عاشقانه» (Love Story)                                           | رین           |        |
| ۲۰۱۵ | «ددی» - حضور افتخاری ("Daddy" - cameo)                                  | سای           |        |
| ۲۰۲۱ | «با توجه خاص به روز» (Noting special with the day; 별거 없던 그 하루로) | ایم چانگ-جونگ | [ ۱۴ ] |